# Zimmermannia
Zimmermannia es un género de plantas con flores perteneciente a la familia Phyllanthaceae. Consiste en seis especies.

## Especies seleccionadas
- Zimmermannia alba
- Zimmermannia bifida
- Zimmermannia faecalis
- Zimmermannia helvola
- Zimmermannia nguruensis
- Zimmermannia ovata
- Zimmermannia stipularis
- etc.